# Trois pièces de Schönberg
Pour les articles homonymes, voir Trois pièces.

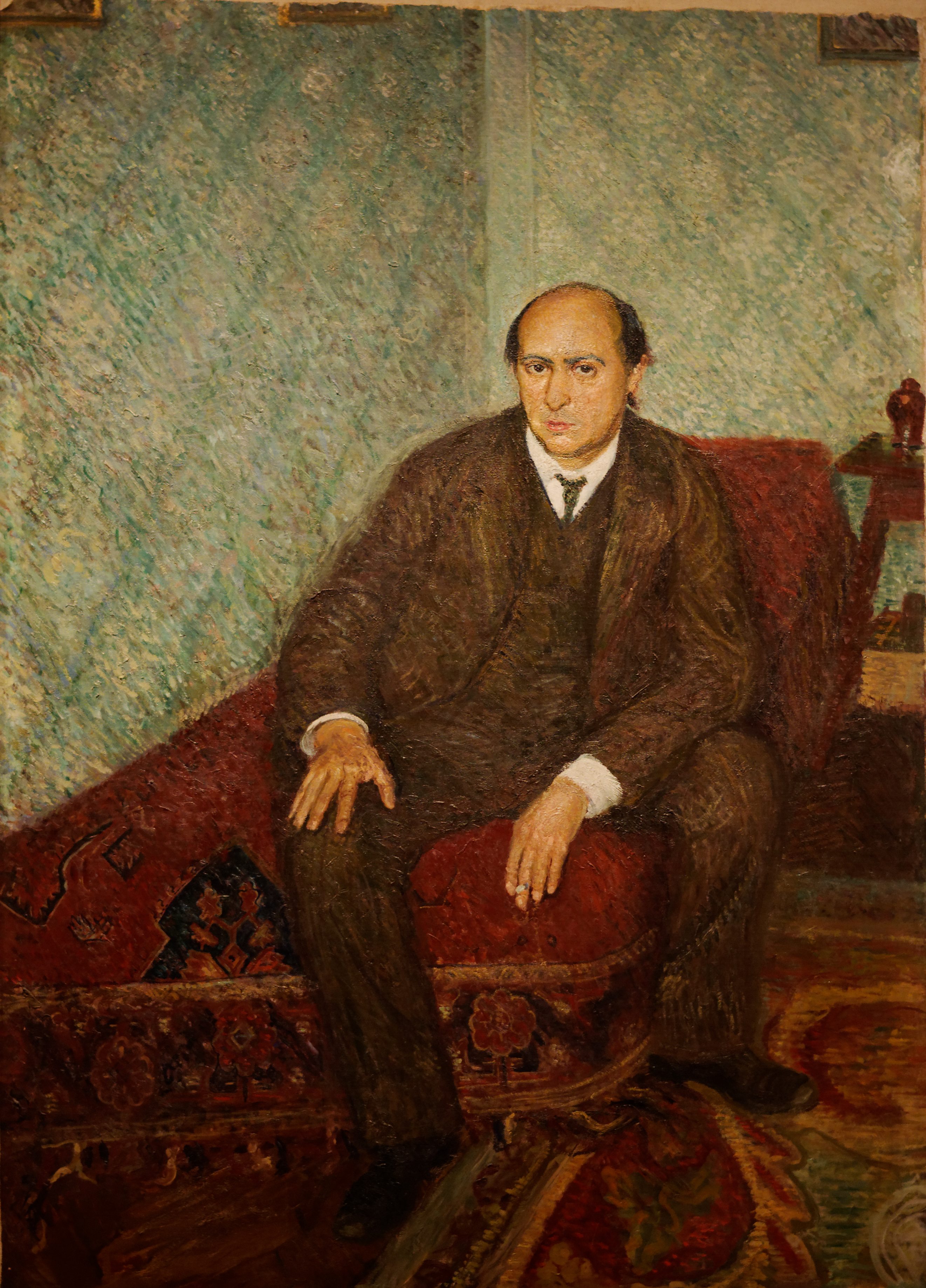
Portrait d’Arnold Schönberg.

Les Trois pièces pour piano opus 11 sont un recueil pianistique d'Arnold Schönberg. Composées en 1909, elles furent créées le 14 janvier 1910 à Vienne. Redevables par certains aspects au dernier Brahms, elles sont considérées comme l'une des premières œuvres musicales atonales jamais écrites, suivant de peu les Cinq mouvements pour quatuor à cordes opus 5 de son élève Anton Webern, composés eux aussi en 1909, et son propre quatuor à cordes no 2  opus 10 (1908). Elles annoncent le chemin vers la totalité chromatique, qui mena le compositeur au dodécaphonisme au début des années 1920.

## Structure
1. Mässig (modéré)
2. Mässig (modéré)
3. Bewegt (mouvementé)

## Discographie sélective
- Glenn Gould, Intégrale des pièces pour piano de Schönberg, Sony
- Maurizio Pollini, Intégrale des pièces pour piano de Schönberg, DG
- Yuji Takahashi, Intégrale des pièces pour piano de Schönberg, Denon
- Florent Boffard, Intégrale des pièces pour piano de Schönberg, Mirare (+ DVD)

## Source
- François-René Tranchefort (dir.), Guide de la musique de piano et de clavecin, Paris, Fayard, coll. « Les indispensables de la musique », 1987, 870 p. (ISBN 978-2213016399, BNF 34978617), p. 650